# Cuffaro (cognome)
Cuffaro è un cognome di lingua italiana.

## Varianti
Il cognome non presenta varianti.

## Origine e diffusione
Cognome tipicamente meridionale, è presente prevalentemente in Calabria e Sicilia.
Potrebbe derivare dal siciliano cuffaru, "produttore di coffe". È affine al cognome Cannas.

## Persone
- Andrea Cuffaro (1796-1860) – patriota italiano
- Antonino Cuffaro (1932-2019) – politico italiano, presidente del Partito dei Comunisti Italiani, ex senatore della Repubblica
- Maria Cuffaro (1964) – giornalista italiana
- Salvatore Cuffaro, detto Totò (1958) – politico italiano, condannato per favoreggiamento alla mafia, ex presidente della Regione Siciliana
- Silvestre Cuffaro (1904-1975) – scultore italiano